# IC 1412
IC 1412 ist eine linsenförmige Galaxie mit ausgedehnten Sternentstehungsgebieten vom Hubble-Typ SB0/a im Sternbild Steinbock auf der Ekliptik. Sie ist schätzungsweise 249 Millionen Lichtjahre von der Milchstraße entfernt und hat einen Durchmesser von etwa 65.000 Lj.
Im selben Himmelsareal befindet sich u. a. die Galaxie NGC 7165.
Das Objekt wurde am 26. Juli 1892 von Stephane Javelle  entdeckt.